# Comté de Fayette (Virginie-Occidentale)
Pour les articles homonymes, voir Comté de Fayette.
Le comté de Fayette est un comté des États-Unis situé dans l’État de Virginie-Occidentale. En 2013, la population était de 45 599 habitants. Son siège est Fayetteville. Le comté a été créé en 1831 à partir de parties des comtés de Greenbrier, Kanawaha, Nicholas, et Logan, et baptisé du nom du Marquis de La Fayette.

## Principales villes
- Ansted
- Fayetteville
- Gauley Bridge
- Meadow Bridge
- Montgomery (en partie)
- Mount Hope
- Oak Hill
- Pax
- Smithers (en partie)
- Thurmond